# José Roberto Figueroa
José Roberto Figueroa Padilla (Olanchito, 1959. november 14. – San Francisco, Kalifornia, USA, 2020. május 24.) válogatott hondurasi labdarúgó, csatár.

## Pályafutása
1977 és 1982 között a Vida, 1982 és 1986 között a spanyol Real Murcia, 1986 és 1988 között a spanyol Hércules, 1988–89-ben a Motagua, 1989-ben a Costa Rica-i Cartaginés labdarúgója volt. 1990-ben a Vida csapatában fejezte be az aktív labdarúgást.
1980 és 1985 között 28 alkalommal szerepelt a hondurasi válogatottban és 14c gólt szerzett. Tagja volt az 1982-es spanyolországi világbajnokságon részt vevő csapatnak.